# Sites palafittiques préhistoriques autour des Alpes
Les sites palafittiques préhistoriques autour des Alpes sont un ensemble de vestiges d'habitations lacustres préhistoriques présents autour des lacs et des marais des Alpes et aux abords de l'arc alpin.
Parmi eux, 111 sites sont inscrits en tant que série au patrimoine mondial de l'UNESCO depuis 2011. Ils datent d'environ 5000 à 500 av. J.-C. Ils sont situés sur les bords de lacs, de rivières ou de terres marécageuses. Seul un petit nombre ont été fouillés mais ils ont fourni des éléments qui donnent un aperçu de la vie quotidienne dans l'Europe alpine du Néolithique et de l'âge du bronze, ainsi que des informations sur la façon dont les communautés interagissaient avec leur environnement. Cinquante-six sites se trouvent en Suisse. Ces établissements constituent un groupe unique de sites archéologiques particulièrement riches et très bien conservés ; ils représentent des sources importantes pour l'étude des premières sociétés agraires de la région.
Le processus d'inscription à l'UNESCO a d'abord été porté par les archéologues suisses à partir de 2003 avant de devenir un projet transfrontalier. Toutefois les sites du département de l'Isère en France n'ont pas été pris en compte (Charavines-les-Baigneurs, néolithique et Charavines-Colletières, médiéval).

## Caractéristiques
Les palafittes sont des habitations sur pilotis reliées à la rive par une passerelle. De nombreuses constructions de ce type sont bâties entre 5000 et 500 av. J.-C. au bord des lacs, des rivières et des marais des Alpes et de l'arc alpin. On en connaît près d'un millier, répartis dans 6 pays : Allemagne, Autriche, France, Italie, Slovénie et Suisse. Les excavations, conduites dans certains de ces sites, permettent un aperçu de la vie au Néolithique et à l'âge du bronze dans l'Europe alpine.
Cette série de 111 sites archéologiques palafittiques, sur les 937 connus dans six pays autour des régions alpines et subalpines de l'Europe, est composée des vestiges d'établissements préhistoriques datant de 5000 à 500 av. J.-C., qui sont situés sous l'eau, sur les rives de lacs ou le long de rivières ou de terres marécageuses. Les conditions de conservation exceptionnelles pour les matières organiques fournies par les sites gorgés d'eau, conjuguées à des investigations et recherches archéologiques subaquatiques approfondies dans de nombreux domaines des sciences naturelles, comme l'archéobotanique et l'archéozoologie, au cours des dernières décennies, ont abouti à offrir une perception détaillée exceptionnelle du monde des premières sociétés agraires en Europe. Les informations précises sur leur agriculture, élevage d'animaux, développement de la métallurgie sur une période de plus de quatre millénaires coïncident avec l'une des périodes les plus importantes de l'histoire humaine récente : l'aube des sociétés modernes.
Compte tenu des possibilités de datation exacte d'éléments architecturaux en bois par dendrochronologie, les sites sont des sources archéologiques exceptionnelles, qui permettent une compréhension de villages préhistoriques entiers et des détails de leurs techniques de construction et de leur développement spatial sur de très longues périodes. Ils révèlent également des détails sur les routes commerciales du silex, des coquillages, de l'or, de l'ambre et des poteries traversant les Alpes et à l'intérieur des plaines, ainsi que des témoignages du transport au moyen de pirogues et de roues en bois, certaines étant complètes avec des essieux pour des charrettes à deux roues datant d'environ 3 400 av. J.-C., qui comptent parmi les plus anciennes préservées dans le monde, et enfin les plus anciens textiles de l'Europe, remontant à 3 000 av. J.-C. Le cumul de ces témoignages a fourni un aperçu unique sur les modes de vie et établissements résidentiels d'une trentaine de groupes culturels différents dans le paysage alpin lacustre qui permit aux sites palafittiques de s'épanouir.

### Intégrité des sites
La série de sites palafittiques préhistoriques représente l'aire géographique bien définie à l'intérieur de laquelle on trouve ces sites dans toute leur étendue ainsi que tous les groupes culturels qui y vécurent pendant la période où ces sites furent occupés. Elle comprend, par conséquent, le contexte culturel complet de ce phénomène archéologique. Les sites sélectionnés ont été choisis parce qu'ils étaient ceux qui restaient encore largement intacts et qu'ils reflétaient, également, la diversité des structures, des groupes de structures et des périodes. Dans leur ensemble, la série et ses délimitations reflètent pleinement les attributs de la valeur universelle exceptionnelle. L'intégrité visuelle de certains de ces sites est compromise, dans une certaine mesure, par leur cadre urbain. Beaucoup de sites faisant partie du bien seraient également vulnérables à une série de menaces : utilisations des lacs, intensification de l'agriculture, développement, etc. Le suivi des sites sera crucial pour assurer le maintien de leur intégrité.

### Authenticité
Les vestiges physiques sont bien préservés et documentés. Leurs strates archéologiques, préservées dans le sol ou sous l'eau, sont authentiques du point de vue de leur structure, de leur matière et de leur substance, sans ajouts ultérieurs ou modernes. La survie remarquable de vestiges organiques facilite l'obtention de niveaux très élevés dans la définition de l'utilisation et de la fonction des sites. La très longue histoire de la recherche, de la coopération et de la coordination fournit un niveau peu habituel de compréhension et de documentation des sites. Toutefois, la capacité des sites à exposer leur valeur est problématique étant donné qu'ils sont en majeure partie complètement cachés sous les eaux, ce qui signifie que leur contexte par rapport au lac et à ses rives est important pour évoquer la nature de leurs cadres. Ce contexte est compromis, dans une certaine mesure, dans les sites qui survivent dans des environnements fortement urbanisés. Étant donné qu'ils ne peuvent pas être présentés à découvert in situ, les sites sont interprétés dans des musées. Il est nécessaire de développer un cadre de présentation transversal, pour permettre une coordination entre les musées et une norme agréée applicable aux données archéologiques afin d'assurer une compréhension de la valeur de l'ensemble du bien et de la manière dont des sites individuels contribuent à cet ensemble.

### Protection et gestion des sites
La série de sites palafittiques bénéficie d'une protection légale conformément aux systèmes juridiques en place dans les divers États parties. Il est nécessaire d'assurer que le plus haut niveau de protection disponible dans chacun des États parties soit offert. Le système commun de gestion intègre tous les niveaux et autorités compétentes étatiques, y compris les communautés locales, dans chaque pays et relie les différents systèmes nationaux pour former un système international de gestion, agissant au travers d'un groupe de coordination internationale, basé sur un engagement relatif à la gestion signé par tous les États parties. Les visions et objectifs communs sont transcrits dans des projets concrets, au niveau international, national et régional/local, suivant un plan d'action régulièrement adapté. La Suisse assure le financement du secrétariat et les États parties celui des différents projets. Les actions proposées qui sont susceptibles d'avoir un impact significatif sur les valeurs du patrimoine des zones archéologiques proposées pour inscription sont soumises à des limitations. Il est nécessaire d'appliquer d'une manière uniforme les dispositions relatives à la protection dans les six États parties pour garantir la cohérence des approches en matière de développement, notamment en ce qui concerne l'utilisation du lac, les dispositions pour le mouillage et le développement privé et en matière d'études d'impact sur le patrimoine. Compte tenu de l'extrême fragilité des vestiges et des contraintes s'exerçant sur les sites, en particulier en zones urbaines, il est nécessaire de s'assurer qu'un financement approprié soit instauré pour effectuer un suivi continu.

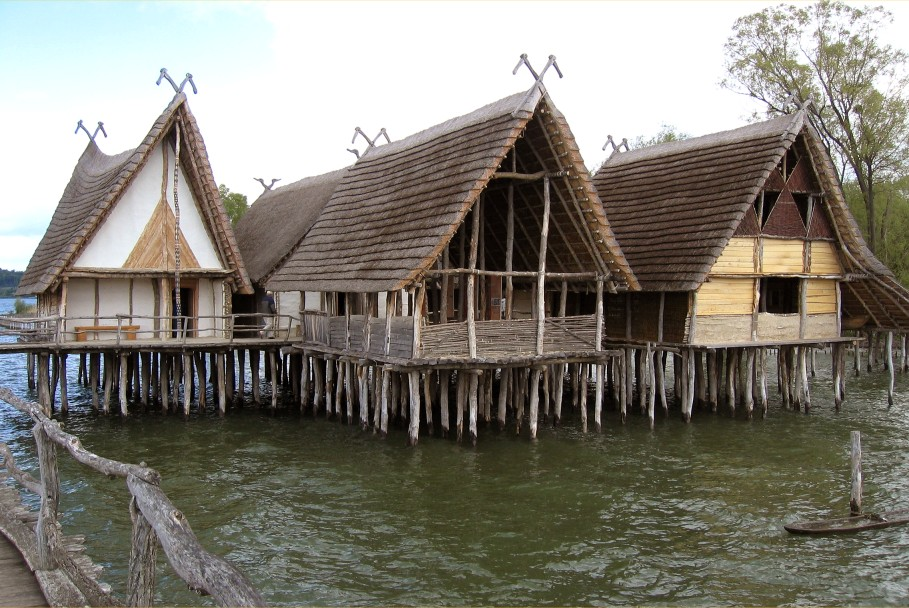
Habitat palafittique de l'âge du bronze, reconstitué en Allemagne, au nord-ouest du lac de Constance.

## Sites inscrits
Le 27 juin 2011, 111 sites palafittiques exceptionnellement conservés sont inscrits au patrimoine mondial par l'UNESCO, sur une première liste de 156 sites à l'origine. La répartition des sites par pays est la suivante :
- Allemagne : 18 sites
- Autriche : 5
- France : 11
- Italie : 19
- Suisse : 56
- Slovénie : 2 (première inscription au patrimoine mondial pour ce pays).

La liste suivante répertorie l'ensemble des sites inscrits :
| Site                                         | Lieu                                        | Pays      | Superficie (ha) | Zone tampon (ha) | Date d'occupation (av. J.-C.)             | Coordonnées                       |
| -------------------------------------------- | ------------------------------------------- | --------- | --------------- | ---------------- | ----------------------------------------- | --------------------------------- |
| Allensbach-Strandbad I                       | Allensbach                                  | Allemagne | +02,65          | +006,6           |                                           | 47° 42′ 35″ nord, 9° 04′ 47″ est  |
| Grundwiesen                                  | Alleshausen                                 | Allemagne | +00,54          | +003,42          |                                           | 48° 06′ 31″ nord, 9° 37′ 36″ est  |
| Ödenahlen                                    | Alleshausen                                 | Allemagne | +00,97          | +058,02          |                                           | 48° 07′ 09″ nord, 9° 38′ 28″ est  |
| Siedlung Forschner                           | Bad Buchau                                  | Allemagne | +03,54          | +285,14          |                                           | 48° 03′ 17″ nord, 9° 38′ 26″ est  |
| Olzreute-Enzisholz                           | Bad Schussenried                            | Allemagne | +01,82          | +020,62          |                                           | 47° 59′ 55″ nord, 9° 41′ 19″ est  |
| Ehrenstein                                   | Blaustein                                   | Allemagne | +01,33          | +002,42          |                                           | 48° 24′ 39″ nord, 9° 55′ 24″ est  |
| Bodman-Schachen/Löchle                       | Bodman-Ludwigshafen                         | Allemagne | +05,34          | +014,1           |                                           | 47° 48′ 52″ nord, 9° 02′ 23″ est  |
| Konstanz-Hinterhausen I                      | Constance                                   | Allemagne | +04,15          | +004,12          |                                           | 47° 39′ 55″ nord, 9° 11′ 39″ est  |
| Litzelstetten-Krähenhorn                     | Constance                                   | Allemagne | +07,51          | +047,92          |                                           | 47° 43′ 29″ nord, 9° 10′ 44″ est  |
| Wollmatingen-Langenrain                      | Constance                                   | Allemagne | +01,55          | +083,7           |                                           | 47° 40′ 30″ nord, 9° 07′ 13″ est  |
| Feldafing–Rose Island                        | Feldafing                                   | Allemagne | +15,16          | +034,3           |                                           | 47° 56′ 30″ nord, 11° 18′ 34″ est |
| Hornstaad-Hörnle                             | Gaienhofen                                  | Allemagne | +13,11          | +072,4           |                                           | 47° 41′ 40″ nord, 9° 00′ 21″ est  |
| Unfriedshausen                               | Geltendorf                                  | Allemagne | +00,79          | +007,69          |                                           | 48° 08′ 32″ nord, 10° 57′ 04″ est |
| Wangen-Hinterhorn                            | Öhningen                                    | Allemagne | +02,56          | +003,2           |                                           | 47° 39′ 39″ nord, 8° 56′ 20″ est  |
| Sipplingen-Osthafen                          | Sipplingen                                  | Allemagne | +04,61          | +006,23          |                                           | 47° 47′ 35″ nord, 9° 06′ 07″ est  |
| Unteruhldingen-Stollenwiesen                 | Uhldingen-Mühlhofen                         | Allemagne | +04,22          | +004,52          |                                           | 47° 43′ 15″ nord, 9° 13′ 42″ est  |
| Pestenacker                                  | Weil                                        | Allemagne | +00,57          | +003,66          |                                           | 48° 08′ 48″ nord, 10° 56′ 52″ est |
| Schreckensee                                 | Wolpertswende                               | Allemagne | +01,06          | +007,05          |                                           | 47° 53′ 19″ nord, 9° 34′ 08″ est  |
| Abtsdorf I                                   | Attersee am Attersee                        | Autriche  | +01,1           | +091,43          |                                           | 47° 53′ 41″ nord, 13° 32′ 01″ est |
| Abtsdorf III                                 | Attersee am Attersee                        | Autriche  | +00,22          | +091,43          |                                           | 47° 53′ 36″ nord, 13° 31′ 59″ est |
| Keutschacher See                             | Keutschach am See                           | Autriche  | +00,21          | +132,5           |                                           | 46° 35′ 13″ nord, 14° 09′ 34″ est |
| Mondsee–See                                  | Mondsee                                     | Autriche  | +01,22          | +000,97          |                                           | 47° 48′ 14″ nord, 13° 26′ 57″ est |
| Litzlberg Süd                                | Seewalchen am Attersee                      | Autriche  | +00,76          | +065,26          |                                           | 47° 56′ 04″ nord, 13° 33′ 17″ est |
| Lac d'Aiguebelette (zone sud)                | Aiguebelette-le-Lac, Saint-Alban-de-Montbel | France    | +00,64          | +042,87          | 2800-2700                                 | 45° 32′ 36″ nord, 5° 48′ 17″ est  |
| Brison-Saint-Innocent–Baie de Gresine        | Brison-Saint-Innocent                       | France    | +04,09          | +031,5           |                                           | 45° 44′ 12″ nord, 5° 53′ 08″ est  |
| Littoral de Chens-sur-Léman                  | Chens-sur-Léman                             | France    | +00,93          | +092,6           |                                           | 46° 19′ 16″ nord, 6° 15′ 21″ est  |
| Baie de Châtillon                            | Chindrieux                                  | France    | +00,91          | +007,6           | 917-814                                   | 45° 47′ 52″ nord, 5° 51′ 03″ est  |
| Le Grand Lac de Clairvaux                    | Clairvaux-les-Lacs                          | France    | +15,2           | +103,05          |                                           | 46° 34′ 16″ nord, 5° 44′ 59″ est  |
| Lac de Chalain (rive occidentale)            | Marigny, Doucier, Fontenu                   | France    | +50,65          | +096,83          |                                           | 46° 40′ 20″ nord, 5° 46′ 35″ est  |
| Les Marais de Saint-Jorioz                   | Saint-Jorioz                                | France    | +00,49          | +004,3           |                                           | 45° 50′ 07″ nord, 6° 10′ 58″ est  |
| Hautecombe                                   | Saint-Pierre-de-Curtille                    | France    | +02,03          | +005,7           |                                           | 45° 44′ 59″ nord, 5° 50′ 27″ est  |
| Le Crêt de Chatillon                         | Sevrier                                     | France    | +01,07          | +008,2           |                                           | 45° 51′ 37″ nord, 6° 09′ 20″ est  |
| Secteur des Mongets                          | Sevrier, Saint-Jorioz                       | France    | +00,13          | +063,2           |                                           | 45° 51′ 12″ nord, 6° 09′ 05″ est  |
| Littoral de Tresserve                        | Tresserve                                   | France    | +02,12          | +072,4           |                                           | 45° 41′ 03″ nord, 5° 53′ 34″ est  |
| Mercurago                                    | Arona (Italie)                              | Italie    | +05,16          | +270,06          |                                           | 45° 44′ 02″ nord, 8° 33′ 08″ est  |
| Laghetto della Costa                         | Arquà Petrarca                              | Italie    | +01,56          | +006,52          |                                           | 45° 16′ 11″ nord, 11° 44′ 33″ est |
| Isolino Virginia-Camilla-Isola di San Biagio | Biandronno                                  | Italie    | +03,79          | +025,07          |                                           | 45° 48′ 43″ nord, 8° 43′ 05″ est  |
| Bodio centrale o delle Monete                | Bodio Lomnago                               | Italie    | +01,67          | +028,55          |                                           | 45° 47′ 47″ nord, 8° 45′ 20″ est  |
| Il Sabbione o settentrionale                 | Cadrezzate                                  | Italie    | +01,18          | +009,61          |                                           | 45° 47′ 59″ nord, 8° 38′ 56″ est  |
| Bande - Corte Carpani                        | Cavriana                                    | Italie    | +07,33          | +036,4           |                                           | 45° 22′ 17″ nord, 10° 35′ 10″ est |
| Tombola                                      | Cerea                                       | Italie    | +01,51          | +123,76          |                                           | 45° 10′ 46″ nord, 11° 12′ 41″ est |
| Lavagnone                                    | Desenzano del Garda                         | Italie    | +06,04          | +014,45          |                                           | 45° 26′ 11″ nord, 10° 32′ 15″ est |
| Fiavé-Lago Carera                            | Fiavè                                       | Italie    | +10,7           | +073,92          |                                           | 45° 59′ 24″ nord, 10° 49′ 52″ est |
| Molina di Ledro                              | Ledro                                       | Italie    | +00,78          | +002,31          |                                           | 45° 52′ 27″ nord, 10° 45′ 54″ est |
| San Sivino, Gabbiano                         | Manerba del Garda                           | Italie    | +01,85          | +003,46          |                                           | 45° 32′ 08″ nord, 10° 33′ 28″ est |
| Castellaro Lagusello - Fondo Tacoli          | Monzambano                                  | Italie    | +01,23          | +059,04          |                                           | 45° 22′ 09″ nord, 10° 38′ 03″ est |
| Belvedere                                    | Peschiera del Garda                         | Italie    | +02,52          | +012,46          |                                           | 45° 27′ 23″ nord, 10° 39′ 30″ est |
| Frassino                                     | Peschiera del Garda                         | Italie    | +01,48          | +031,19          |                                           | 45° 26′ 05″ nord, 10° 39′ 48″ est |
| Lagazzi del Vho                              | Piadena                                     | Italie    | +02,77          | +018,46          |                                           | 45° 06′ 28″ nord, 10° 23′ 35″ est |
| Palù di Livenza – Santissima                 | Polcenigo                                   | Italie    | +13,48          | +086,72          |                                           | 46° 01′ 18″ nord, 12° 28′ 52″ est |
| Lucone                                       | Polpenazze del Garda                        | Italie    | +07,66          | +068,2           |                                           | 45° 33′ 03″ nord, 10° 29′ 17″ est |
| Lugana Vecchia                               | Sirmione                                    | Italie    | +02,59          | +011,16          |                                           | 45° 27′ 30″ nord, 10° 38′ 37″ est |
| VI.1-Emissario                               | Viverone, Azeglio                           | Italie    | +05,86          | +852,77          |                                           | 45° 25′ 06″ nord, 8° 01′ 22″ est  |
| Kolišča na Igu, južna skupina                | Ig                                          | Slovénie  | +26,1           | +516,55          |                                           | 45° 58′ 14″ nord, 14° 32′ 30″ est |
| Kolišča na Igu, severna skupina              | Ig                                          | Slovénie  | +19,2           | +516,65          |                                           | 45° 58′ 32″ nord, 14° 31′ 46″ est |
| Aeschi–Burgäschisee Ost                      | Aeschi                                      | Suisse    | +00,3           | +090,69          | 4000-3500, 3000-2500                      | 47° 10′ 07″ nord, 7° 40′ 20″ est  |
| Arbon–Bleiche 2-3                            | Arbon (Thurgovie)                           | Suisse    | +02,37          | +005,84          | 3500-3000, 2000-1500                      | 47° 30′ 14″ nord, 9° 25′ 40″ est  |
| Auvernier–Les Graviers                       | Auvernier                                   | Suisse    | +00,57          | +002,13          | 3500-2500, 2000-1500, 1000-500            | 46° 58′ 22″ nord, 6° 52′ 30″ est  |
| Auvernier–La Saunerie                        | Auvernier                                   | Suisse    | +01,51          | +001,63          | 4000-3500, 3000-2000                      | 46° 58′ 14″ nord, 6° 52′ 18″ est  |
| Beinwil am See–Ägelmoos                      | Beinwil am See                              | Suisse    | +00,96          | +010,5           | 2000-1000                                 | 47° 16′ 43″ nord, 8° 12′ 27″ est  |
| Bevaix–L'Abbaye 2                            | Bevaix                                      | Suisse    | +01,04          | +005,01          | 1040-986                                  | 46° 55′ 35″ nord, 6° 49′ 51″ est  |
| Biel-Vingelz–Hafen                           | Biel/Bienne                                 | Suisse    | +00,6           | +018,4           | 3000-2500                                 | 47° 07′ 56″ nord, 7° 13′ 24″ est  |
| Inkwil-Bolken–Inkwilersee Insel              | Bolken/Inkwil                               | Suisse    | +00,1           | +045,71          | 4000-3500, 3000-2500, 1000-500            | 47° 11′ 55″ nord, 7° 39′ 46″ est  |
| Chabrey–Pointe de Montbec I                  | Chabrey                                     | Suisse    | +01,78          | +008,04          | 1500-500                                  | 46° 56′ 03″ nord, 6° 58′ 14″ est  |
| Chevroux–La Bessime                          | Chevroux                                    | Suisse    | +01,07          | +022,1           | 4000-3500, 1000-500                       | 46° 53′ 14″ nord, 6° 53′ 36″ est  |
| Chevroux–Village                             | Chevroux                                    | Suisse    | +01,54          | +038,4           | 3500-2000                                 | 46° 53′ 33″ nord, 6° 54′ 05″ est  |
| Collonge-Bellerive–Bellerive I               | Collonge-Bellerive                          | Suisse    | +02,4           | +008,87          | 1000-500                                  | 46° 15′ 12″ nord, 6° 11′ 26″ est  |
| Corcelles-près-Concise–Stations de Concise   | Corcelles-près-Concise                      | Suisse    | +06,5           | +011,5           | 4000-2500                                 | 46° 50′ 47″ nord, 6° 42′ 58″ est  |
| Corsier–Corsier-Port                         | Corsier                                     | Suisse    | +01,94          | +010,9           | 4000-3500, 3000-2500, 2000-1500, 1000-500 | 46° 16′ 06″ nord, 6° 12′ 38″ est  |
| Egolzwil 3                                   | Egolzwil                                    | Suisse    | +00,65          | +056,82          | 5000-4000                                 | 47° 10′ 57″ nord, 8° 00′ 59″ est  |
| Erlenbach–Winkel                             | Erlenbach                                   | Suisse    | +03,01          | +006,6           | 4000-1500, 1000-500                       | 47° 17′ 50″ nord, 8° 35′ 46″ est  |
| Eschenz–Insel Werd                           | Eschenz                                     | Suisse    | +02,8           | +044,08          | 4000-2500, 1500-500                       | 47° 39′ 19″ nord, 8° 52′ 01″ est  |
| Freienbach–Hurden Rosshorn                   | Freienbach                                  | Suisse    | +04,32          | +020,1           | 3500-3000, 2000-500                       | 47° 13′ 10″ nord, 8° 48′ 25″ est  |
| Freienbach–Hurden Seefeld                    | Freienbach                                  | Suisse    | +02,4           | +016,12          | 3500-2500                                 | 47° 12′ 43″ nord, 8° 48′ 08″ est  |
| Gachnang-Niederwil–Egelsee                   | Gachnang                                    | Suisse    | +02,97          | +005,94          | 4000-3500                                 | 47° 33′ 30″ nord, 8° 51′ 47″ est  |
| Gletterens–Les Grèves                        | Gletterens                                  | Suisse    | +02,62          | +002,4           | 3500-3000                                 | 46° 54′ 19″ nord, 6° 55′ 46″ est  |
| Gorgier–Les Argilliez                        | Gorgier                                     | Suisse    | +01,32          | +001,2           | 4000-3500                                 | 46° 54′ 12″ nord, 6° 47′ 24″ est  |
| Grandson–Corcelettes Les Violes              | Grandson                                    | Suisse    | +02,59          | +017,4           | 1500-500                                  | 46° 49′ 05″ nord, 6° 40′ 05″ est  |
| Greifensee–Storen/Wildsberg                  | Greifensee                                  | Suisse    | +09,59          | +011,7           | 4000-2500                                 | 47° 21′ 38″ nord, 8° 40′ 52″ est  |
| Greng–Spitz                                  | Greng                                       | Suisse    | +07,69          | +007,3           | 4000-3500, 3000-2500, 1500-500            | 46° 55′ 21″ nord, 7° 05′ 26″ est  |
| Haut-Vully–Môtier I                          | Haut-Vully                                  | Suisse    | +01,42          | +001,3           | Néolithique                               | 46° 57′ 01″ nord, 7° 05′ 20″ est  |
| Hitzkirch–Seematte                           | Hitzkirch                                   | Suisse    | +02,81          | +024,55          | 4000-2500                                 | 47° 12′ 58″ nord, 8° 15′ 15″ est  |
| Hüttwilen-Uerschhausen–Nussbaumersee         | Hüttwilen                                   | Suisse    | +03,66          | +016,86          | 5000-2500, 1000-500                       | 47° 36′ 53″ nord, 8° 48′ 55″ est  |
| Lüscherz–Dorfstation                         | Lüscherz                                    | Suisse    | +03,4           | +075,1           | 4000-3500, 3000-2500, 1000-500            | 47° 02′ 55″ nord, 7° 09′ 00″ est  |
| Meilen–Rorenhaab                             | Meilen                                      | Suisse    | +00,7           | +004,8           | 4000-2500, 2000-1500, 1000-500            | 47° 15′ 50″ nord, 8° 39′ 37″ est  |
| Morges–Les Roseaux                           | Morges                                      | Suisse    | +00,86          | +008,1           | 2000-1000                                 | 46° 30′ 54″ nord, 6° 30′ 30″ est  |
| Morges–Stations de Morges                    | Morges                                      | Suisse    | +02,12          | +007,91          | 2000-1000                                 | 46° 30′ 36″ nord, 6° 30′ 10″ est  |
| Murten–Segelboothafen                        | Murten                                      | Suisse    | +02,83          | +004,7           | 3000-2500                                 | 46° 55′ 47″ nord, 7° 06′ 48″ est  |
| Noréaz–Praz des Gueux                        | Noréaz                                      | Suisse    | +00,08          | +002,02          | 4000-3500                                 | 46° 47′ 39″ nord, 7° 02′ 13″ est  |
| Rapperswil-Jona–Technikum                    | Rapperswil-Jona                             | Suisse    | +00,92          | +049,1           | 2000-1500                                 | 47° 13′ 14″ nord, 8° 48′ 57″ est  |
| Rapperswil-Jona/Hombrechtikon–Feldbach       | Rapperswil-Jona/Hombrechtikon               | Suisse    | +07,5           | +015,5           | 4000-1000                                 | 47° 14′ 20″ nord, 8° 47′ 46″ est  |
| Saint-Aubin - Sauges–Port-Conty              | Saint-Aubin-Sauges                          | Suisse    | +01,04          | +007,03          | 4000-2000                                 | 46° 53′ 25″ nord, 6° 46′ 15″ est  |
| Seedorf–Lobsigensee                          | Seedorf                                     | Suisse    | +01,1           | +027,6           | 3500-3000                                 | 47° 01′ 58″ nord, 7° 18′ 00″ est  |
| Seengen–Riesi                                | Seengen                                     | Suisse    | +03,8           | +016,5           | 1500-500                                  | 47° 19′ 07″ nord, 8° 12′ 14″ est  |
| Stansstad–Kehrsiten                          | Stansstad                                   | Suisse    | +01,26          | +005,14          | 4000-3000                                 | 47° 00′ 08″ nord, 8° 21′ 59″ est  |
| Sursee–Halbinsel                             | Sursee                                      | Suisse    | +03,55          | +067,78          | 4000-3500, 2500-500                       | 47° 10′ 13″ nord, 8° 07′ 28″ est  |
| Sutz-Lattrigen–Rütte                         | Sutz-Lattrigen                              | Suisse    | +02,8           | +049,6           | 3000-2500                                 | 47° 06′ 18″ nord, 7° 12′ 47″ est  |
| Thayngen–Weier I-III                         | Thayngen                                    | Suisse    | +00,48          | +003,44          | 4000-3500                                 | 47° 44′ 10″ nord, 8° 42′ 16″ est  |
| Twann–Bahnhof                                | Twann-Tüscherz                              | Suisse    | +02,5           | +018,5           | 4000-3000                                 | 47° 05′ 44″ nord, 7° 09′ 28″ est  |
| Versoix–Bourg                                | Versoix                                     | Suisse    | +03,03          | +015,93          | 1500-500                                  | 46° 16′ 52″ nord, 6° 10′ 15″ est  |
| Vinelz–Strandboden                           | Vinelz                                      | Suisse    | +02,3           | +028,7           | 4000-2500                                 | 47° 02′ 21″ nord, 7° 06′ 34″ est  |
| Mur–Chenevières de Guévaux I                 | Vully-les-Lacs                              | Suisse    | +01,04          | +009,73          | 2000-1500                                 | 46° 56′ 06″ nord, 7° 03′ 18″ est  |
| Wädenswil–Vorder Au                          | Wädenswil                                   | Suisse    | +01,49          | +022,5           | 3500-1500                                 | 47° 14′ 49″ nord, 8° 39′ 12″ est  |
| Wetzikon–Robenhausen                         | Wetzikon                                    | Suisse    | +00,92          | +155,            | 4000-2500, 2000-1500, 1000-500            | 47° 20′ 09″ nord, 8° 47′ 08″ est  |
| Yverdon–Baie de Clendy                       | Yverdon-les-Bains                           | Suisse    | +01,87          | +038,7           | 4000-1500                                 | 46° 46′ 49″ nord, 6° 39′ 13″ est  |
| Yvonand–Le Marais                            | Yvonand                                     | Suisse    | +01,95          | +016,8           | 3500-2500, 1000-500                       | 46° 47′ 58″ nord, 6° 45′ 12″ est  |
| Zug–Otterswil/Insel Eielen                   | Zug                                         | Suisse    | +00,45          | +010,82          | 3000-2000                                 | 47° 07′ 36″ nord, 8° 29′ 50″ est  |
| Zug–Riedmatt                                 | Zug                                         | Suisse    | +00,28          | +002,61          | 3500-2500, 1500-1000                      | 47° 10′ 57″ nord, 8° 29′ 28″ est  |
| Zug–Sumpf                                    | Zug                                         | Suisse    | +01,55          | +007,5           | 1500-500                                  | 47° 10′ 58″ nord, 8° 28′ 42″ est  |
| Zürich–Enge Alpenquai                        | Zurich                                      | Suisse    | +02,93          | +017,4           | 1500-500                                  | 47° 21′ 52″ nord, 8° 32′ 19″ est  |
| Kleiner Hafner                               | Zurich                                      | Suisse    | +00,64          | +016,56          | 5000-1500, 1000-500                       | 47° 21′ 58″ nord, 8° 32′ 39″ est  |

## Localisation
En ce qui concerne la France, le lac du Bourget compte 4 sites, Baie de Grésine (Brison-Saint-Innocent), Chindrieux, Saint-Pierre-de-Curtille–Hautecombe et Tresserve. Saint-Jorioz et Sévrier (deux sites) se situent dans le lac d'Annecy. Le lac d'Aiguebelette compte également un site, ainsi que le littoral français du Léman. En plus de ces 9 stations de palafittes situées en Savoie et Haute-Savoie, on recense deux autres sites le Jura, dans le lac de Chalain et dans le Grand Lac de Clairvaux (qui regroupe à lui seul près d'une vingtaine de palaffites).

## Recherche archéologique subaquatique
Ces cités, construites au bord des lacs, des rivières et dans les marais, ont ensuite été recouvertes par la montée des eaux, ce qui a permis la conservation des pieux et autres vestiges organiques, à l'abri de l'oxygène. En 1972 fut mis au point une technique de fouille subaquatique sur les sites de Charavines-les-Baigneurs (néolithique) et de Charavines-Colletières (médiéval) sur le lac de Paladru en Isère dont les résultats ont été spectaculaires . Typologie et carbone 14 les placent de la période néolithique à l'âge du bronze final. Grâce à la technique de la dendrochronologie, qui détermine l'âge d'un arbre en fonction de ses cernes, les spécialistes sont beaucoup plus précis sur les dates des constructions que celles obtenues sur les sites terrestres sans bois.

## Galerie

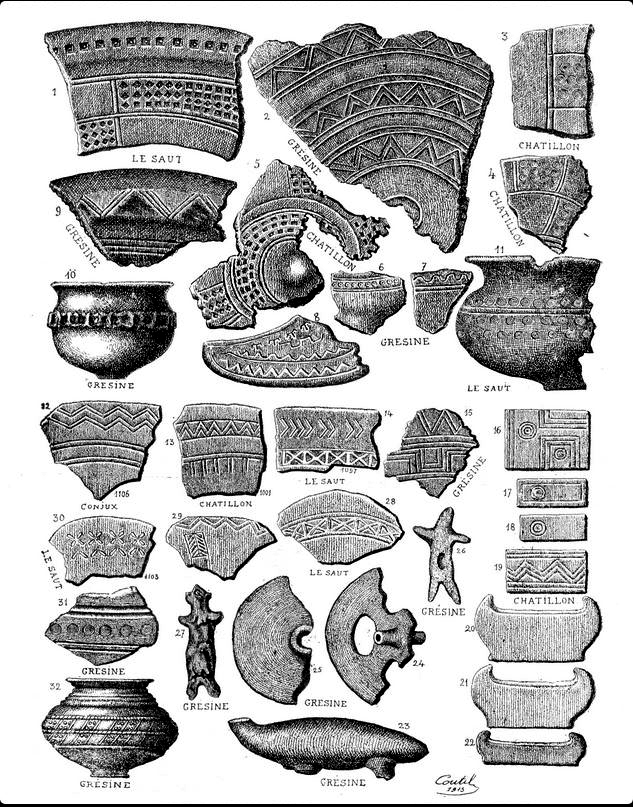
Motifs de poteries provenant de palafittes du lac du Bourget, Savoie, 1915
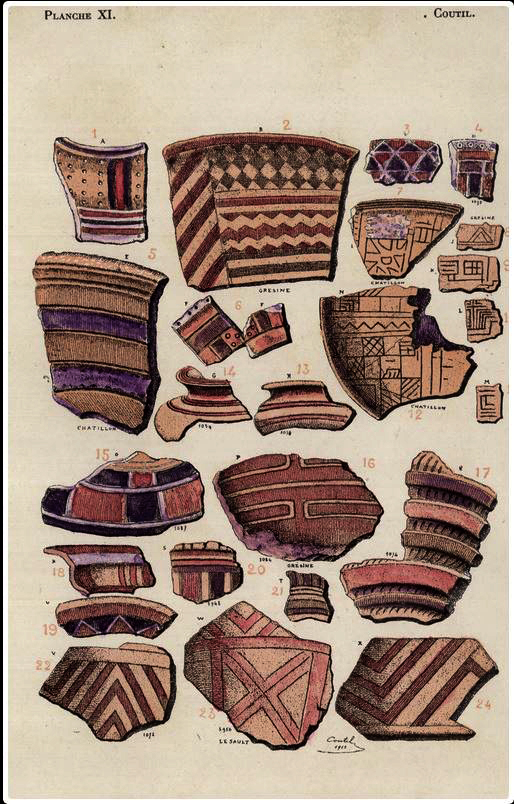
Céramiques de palafittes du lac du Bourget, Savoie, 1915
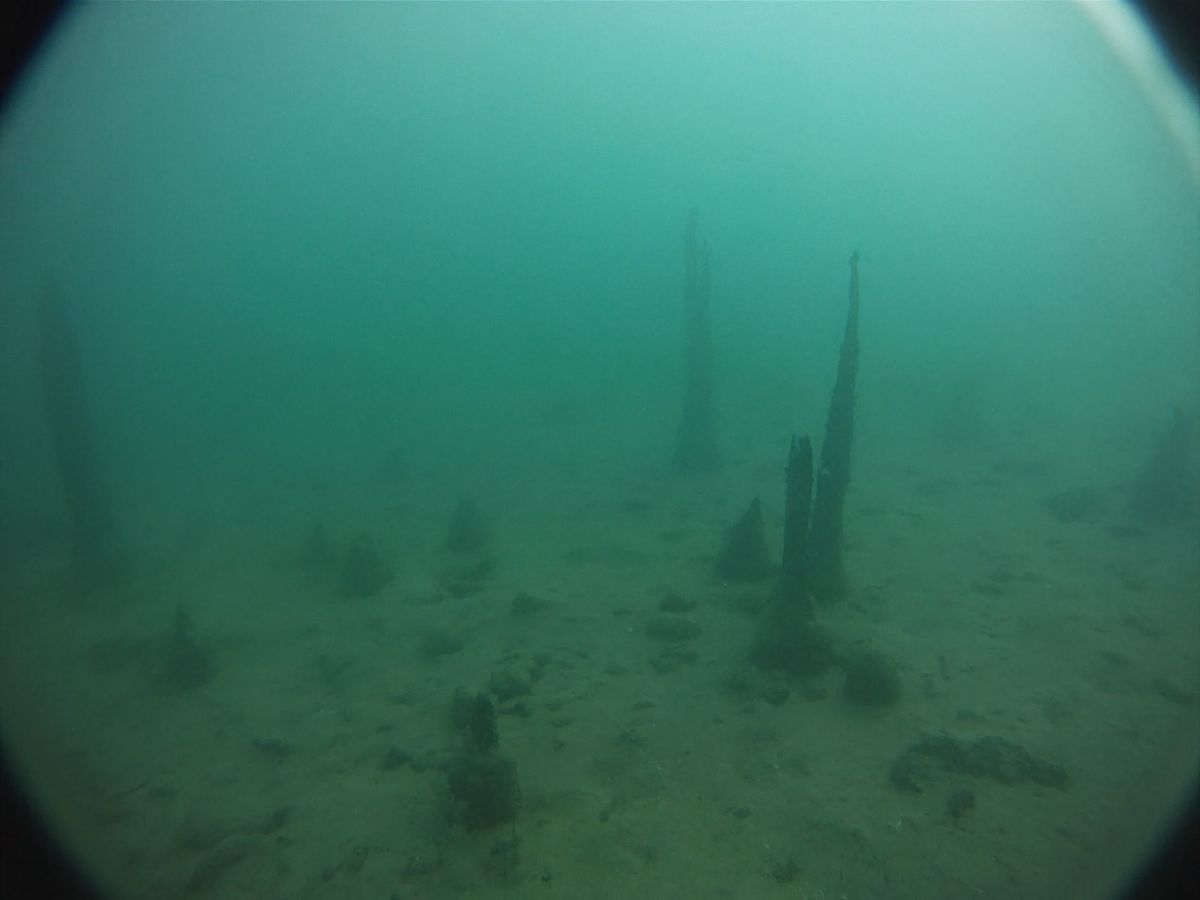
Vestiges de palafittes sous l'eau, stations de Morges, Suisse, 2011
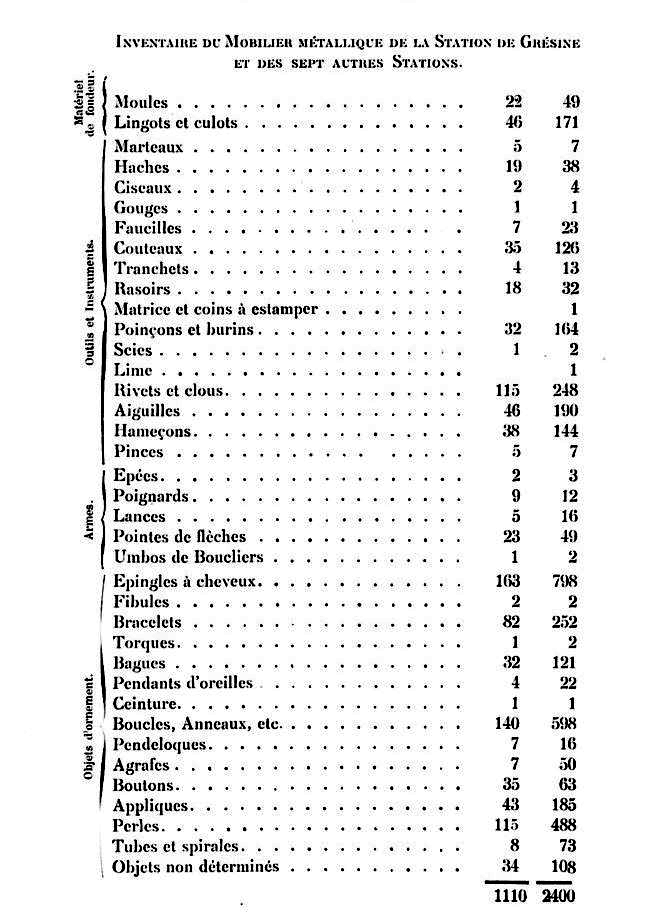
Inventaire du matériel métallique des palafittes du lac du Bourget, 1908
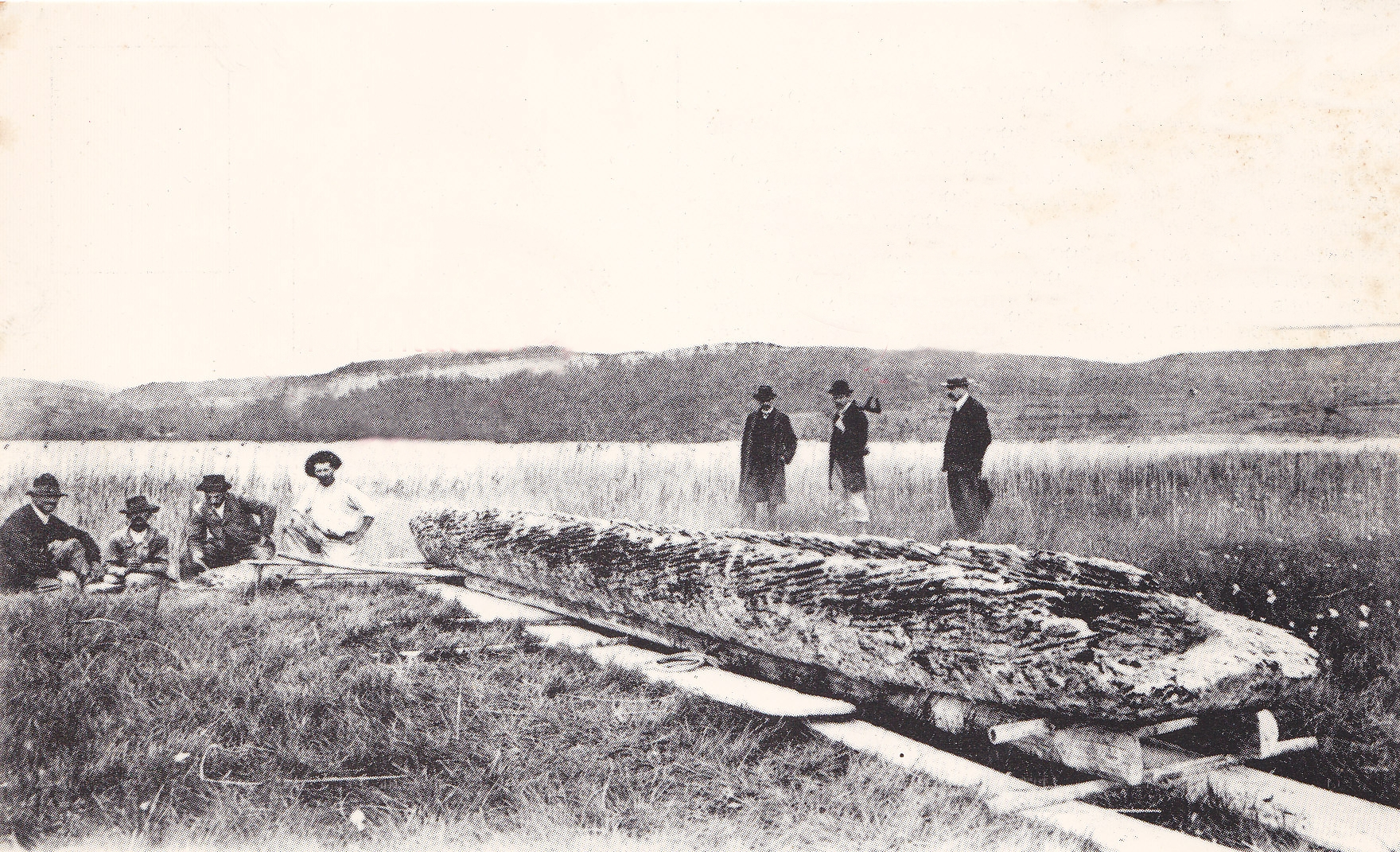
Pirogue du lac de Chalain, Jura, 1904